# Разоблачение (фильм, 1969)
«Разоблачение» — советский художественный фильм 1969 года кинорежиссёра Тахира Сабирова.

## Сюжет
Гражданская война. Английские империалисты планируют доставить партию оружия в район Памира с целью усиления влияния в Средней Азии. Советское командование отправляет разведчика Кедрина в Туркестан для предотвращения этой операции. Кедрин формирует группу, в которую входят чекист Русаков, местный житель Султан-бек и чешский доктор Капличка. Группа сталкивается с ловушками, организованными Тофиком-беем, офицером турецкой армии. Тем не менее, им удаётся встретить английский караван, предотвращая доставку оружия местным феодалам. В результате в Бухаре провозглашается народная республика.

## В ролях
| Актёр                                                  | Роль            |
| ------------------------------------------------------ | --------------- |
| Николай Никитский                                      | Кедрин          |
| Хабибулло Абдураззаков (дублирует Владислав Ковальков) | Тофик-бей       |
| Н. Тихомиров (дублирует Рудольф Панков)                | Русанов         |
| Ато Мухамеджанов (дублирует Юрий Саранцев)             | Султан-бек      |
| Мухаббат Мансурова (дублирует Галина Булкина)          | Савсан          |
| Антс Эскола (дублирует Олег Мокшанцев)                 | доктор Капличка |
| Хашим Гадоев                                           | роль в эпизоде  |
| Юсуф Азизбаев                                          | роль в эпизоде  |
| Анатолий Фалькович                                     | роль в эпизоде  |
| Паул Буткевич                                          | роль в эпизоде  |
| Роман Хомятов                                          | роль в эпизоде  |
| Лев Потёмкин                                           | роль в эпизоде  |

## Критика
В газете «Советская культура» отмечалось, что фильм снят на «хорошем профессиональном уровне»: «Зрительский интерес умело поддерживается на протяжении почти всей картины. Законы детективного жанра выдержаны… и всё-таки после просмотра остаётся смутное чувство неудовлетворённости».
Обозреватель журнала «Советский экран» Юлий Смелков отмечал, что в фильмах, подобным «Разоблачению», заявляется «чуть ли не глобальная тема, а потом всё сводится к кулачной схватке». Он написал: «Порой кажется, что авторы названных здесь фильмов не увлечены самой темой. Они словно боятся, что получится неинтересно, и потому прибегают к эффектам, неоднократно проверенным, безотказным. Кстати, они-то и отказывают. Надо ли говорить, что дело тут не в теме — она практически неисчерпаема, но в подходе к ней, в таланте и зрелости художника».
В книге «Таджикская Советская Социалистическая Республика», изданной в 1984 году, отмечалось: «…два фильма Т. Сабирова „Измена“ (1967) и „Разоблачение“ (1969) остро и занимательно рассказывали о событиях Гражданской войны в Таджикистане».